# پل ادواردز (فیلسوف)
پل ادواردز (زادهٔ ۲ سپتامبر ۱۹۲۳ - درگذشتهٔ ۹ دسامبر ۲۰۰۴) فیلسوف اخلاق اتریشی-آمریکایی بود. او از سال ۱۹۶۷ سرویراستار دایرةالمعارف ۸جلدی مک‌میلان تحت عنوان دانشنامهٔ فلسفه بود. ادواردز طی دهه‌های ۶۰ تا ۹۰ در دانشگاه نیویورک، کالج بروکلین و مدرسهٔ جدید تحقیقات اجتماعی درس می‌گفت.